# Miramax
Miramax Films – amerykańska wytwórnia filmowa specjalizująca się w produkcji filmów zaliczanych do kina autorskiego i artystycznego, a także dystrybucji w USA filmów niezależnych i zagranicznych, założona w 1979 roku przez Harveya i Boba Weinsteinów. W latach 1993–2010 należała do The Walt Disney Company. Od 2010 jest kontrolowana przez firmę Filmyard, stanowiącą konsorcjum inwestorów spoza branży filmowej.

## Historia
Miramax został założony w 1979 roku w Buffalo przez braci Harveya i Boba Weinsteinów. Nazwa pochodzi od imion ich rodziców – Miriam i Maxa. Chcieli stworzyć firmę dystrybucyjną, dzięki której najciekawsze filmy produkowane poza głównym nurtem Hollywood będą mogły trafić do szerokiej publiczności. Później poszerzyli zakres swoich zainteresowań również o filmy zagraniczne, zwłaszcza europejskie i azjatyckie. Poważne sukcesy firma zaczęła odnosić pod koniec lat 80., gdy to właśnie za jej pośrednictwem do amerykańskich kin trafiły takie obrazy jak Pulp Fiction, Seks, kłamstwa i kasety wideo czy Zwiąż mnie. Na początku lat 90. firma zaczęła też sama produkować filmy.
W 1993 roku bracia Weinsteinowie sprzedali 100% udziałów w swojej firmie grupie Disney, ale zgodzili się nadal nią kierować. Coraz częściej dochodziło do sporów między nimi a prezesem grupy Michaelem Eisnerem, przede wszystkim na tle finansowania kolejnych projektów Miramaxu. Aby zyskać niezależne od Disneya źródło pieniędzy dla swojej działalności, w 1994 zaczęli produkować również filmy zdecydowanie komercyjne, przede wszystkim horrory. Nie chcąc psuć marki Miramaxu, były one oznaczane marką Dimension Films.
W 2005 roku – po nieudanej serii negocjacji w sprawie przedłużenia ich kontraktów – Weinsteinowie opuścili Miramax i założyli The Weinstein Company. Miramax stracił znaczną część swojego budżetu i został mocniej zintegrowany z Walt Disney Motion Pictures Group, choć wciąż stanowił osobną wytwórnię, a nie zaledwie markę (jak np. Touchstone Pictures). Jej szef podlegał bezpośrednio szefowi pionu kinowego grupy Disney. Miramax pełnił w portfolio Disneya rolę porównywalną do Fox Searchlight Pictures w News Corporation czy Focus Features w NBCUniversal – miał za zadanie wychodzić naprzeciw amerykańskim kinomanom o gustach znacznie bardziej wysublimowanych niż większość publiczności.
Pod koniec lipca 2010 Disney ogłosił, iż zakończył negocjacje dotyczące sprzedaży Miramaxu. Nabywcą została utworzona specjalnie w tym celu spółka Filmyard, której akcjonariat obejmuje m.in. wyspecjalizowaną w inwestycjach finansowych firmę Colony Capital oraz znanego przedsiębiorcę branży budowlanej Rona Tutora.

## Filmy
- Pope Must Die (1991) (koprodukcja z FilmFour)
- Czarowny kwiecień (1992)
- Sarafina! (1992) (koprodukcja z Hollywood Pictures)
- Wściekłe psy (Reservoir Dogs) (1992) (koprodukcja z Live Entertainment)
- Fortepian (1993)
- Clerks – Sprzedawcy (1994)
- Strzały na Broadwayu (Bullets Over Broadway) (1994)
- Kruk (z Dimension Films) (1994)
- Poprzez drzewa oliwne (Through the Olive Trees) (1994)
- Pulp Fiction (1994)
- Truskawki i czekolada (1995)
- Ksiądz (1995)
- Trainspotting (1996)
- Angielski pacjent (The English Patient, 1996)
- W pogoni za Amy (1997)
- Jej wysokość pani Brown (Mrs. Brown, 1997)
- Aleja snajperów (Welcome to Sarajevo, 1997)
- The Big One (1998)
- Gra w serca (1998)
- Zakochany Szekspir (Shakespeare in Love) (z Universal Pictures) (1998)
- Dogma (1999)
- Cała ona (1999)
- Święty dym (Holy Smoke) (1999)
- Pierwsze oczarowanie (1999)
- Utalentowany pan Ripley (The Talented Mr. Ripley) (z Paramount Pictures) (1999)
- Rącze konie (All the Pretty Horses) (z Columbia Pictures) (2000)
- Gra o miłość (2000)
- Dziennik Bridget Jones (Bridget Jones’s Diary) (z Universal Pictures, StudioCanal i Working Title Films) (2000)
- Jay i Cichy Bob kontratakują (Jay and Silent Bob Strike Back) (2001)
- Amelia (2001)
- Inni (2001)
- Kate i Leopold (Kate & Leopold) (2001)
- 40 dni i 40 nocy (40 Days and 40 Nights) (z Universal Pictures, StudioCanal i Working Title Films) (2002)
- Niebezpieczny umysł (2002)
- Frida (2002)
- Gangi Nowego Jorku (Gangs of New York) (2002)
- Godziny (z Paramount Pictures) (2002)
- Chicago (2002)
- Wzgórze nadziei (2003)
- Pan i władca: Na krańcu świata (Master and Commander: The Far Side of the World) (z 20th Century Fox i Universal Pictures) (2003)
- Kill Bill Vol. 1 (2003)
- Aviator (The Aviator) (koprodukcja z Warner Bros. Pictures) (2004)
- Kill Bill Vol. 2 (2004)
- Bridget Jones: W pogoni za rozumem (Bridget Jones: The Edge of Reason) (z Universal Pictures, StudioCanal i Working Title Films) (2004)
- Dirty Dancing 2 (Dirty Dancing: Havana Nights) (2004)
- Ella zaklęta (2004)
- Infernal Affairs (2004)
- Hero (2004)
- Marzyciel (2004)
- Zatańcz ze mną (Shall We Dance) (2004)
- Człowiek ringu (Cinderella Man) (z Universal Pictures) (2005)
- Kozaczki z pieprzykiem (Kinky Boots) (2005)
- Nieustraszeni bracia Grimm (The Brothers Grimm) (2005)
- Clerks – Sprzedawcy II (2006)
- Straszny film 4 (Scary Movie 4) (z Dimension Films) (2006)
- Królowa (koprodukcja z Pathé i Granada Productions) (2006)
- Gdzie jesteś, Amando? (Gone Baby Gone) (koprodukcja z The Ladd Company) (2007)
- To nie jest kraj dla starych ludzi (No Country for Old Men)(z Paramount Vantage) (2007)
- Aż poleje się krew (There Will Be Blood) (z Paramount Vantage) (2007)
- Miasto ślepców (Blindness) (2008)
- Happy-Go-Lucky, czyli co nas uszczęśliwia (2008) (koprodukcja z Summit Entertainment, Ingenious Film Partners i Film4 Productions)
- Chłopiec w pasiastej piżamie (Boy in the Striped Pyjamas) (2008)
- Wątpliwość (Doubt) (2008)
- Kraina przygód (2009)
- Chéri (2009)
- Pan Holmes (2015)